# Illes Ègades
Les illes Ègades (en sicilià i italià: Egadi; del grec antic: Αἰγάδες Aigades), dites també Ègates o Egates (del llatí: Aegates), són un petit arxipèlag de Sicília format per les illes de Favignana, Marettimo i Levanzo. Estan situades a la costa occidental de Sicília, davant les ciutats de Trapani i Marsala, i tenen una superfície total de 37,45 quilòmetres quadrats.

## Geografia
La més gran, amb 3.400 habitants i 19 km², és l'illa de Favignana, situada a 16 quilòmetres al sud-oest de Trapani. Just al costat i a 13 quilòmetres de Trapani, Levanzo és la més petita, amb 200 habitants i 5,8 km². La més llunyana, Marettimo, és a 24 quilòmetres a l'oest de Trapani, té uns 700 habitants i 12 km². Addicionalment, hi ha dues illes menors, Formica i Maraone, situades entre Levanzo i Sicília. A efectes administratius, l'arxipèlag constitueix la comuna de Favignana, a la província de Trapani.
El 2017 la població total era de 4.292 habitants.

## Història
A l'antiguitat, les illes eren anomenades Egusses (grec antic: Αἴγουσσαι) pels grecs, i Ègates (o Egates; en llatí: Aegates) pels romans: Favignana, la principal, rebia el nom d'Egusa (grec antic: Αἴγυσα, llatí: Aegusa); Marettimo era anomenada Hiera (grec antic: Ἱερὰ Νῆσος, llatí: Hiera), encara que, a l'Itinerarium Maritimum ja és anomenada Maritima; Levanzo, per la seva part, s'anomenava Forbància (grec antic: Φορβαντία, llatí: Forbantia). Han estat identificades amb diversos indrets de la geografia de l'Odissea (en), identificacions que, avui en dia, resten completament abandonades.
L'arxipèlag fou l'escenari de la batalla de les Egusses, la darrera batalla de la Primera Guerra Púnica, el 241 aC; el cònsol Lutaci Càtul va derrotar la marina cartaginesa, i Roma va establir la superioritat naval a la Mediterrània Occidental.
Les illes van pertànyer a la família Pallavicini-Rusconi de Gènova fins al 1874, quan la família Florio de Palerm les va comprar.